# كفر العجايزة
كفر العجايزة إحدى قرى مركز شبين الكوم التابع لمحافظة المنوفية بجمهورية مصر العربية.

## السكان
بلغ عدد سكان كفر العجايزة 1,449 نسمة، حسب الإحصاء الرسمي لعام 2006.